# Prince Rupert
Prince Rupert – miasto i port na zachodnim wybrzeżu Kanady (Kolumbia Brytyjska).
Założone w 1906 roku jako końcowa stacja transkanadyjskiej linii kolejowej. W mieście rozwinął się głównie przemysł drzewny i spożywczy.
Liczba mieszkańców Prince Rupert wynosi 12 815. Język angielski jest językiem ojczystym dla 82,8%, francuski dla 1,0% mieszkańców (2006).